# 6877 Giada
6877 Giada è un asteroide della fascia principale. Scoperto nel 1994, presenta un'orbita caratterizzata da un semiasse maggiore pari a 2,3220537 UA e da un'eccentricità di 0,1346790, inclinata di 6,17959° rispetto all'eclittica.